# Jeanette Nordahl
Pour les articles homonymes, voir Nordahl.
Jeanette Nordahl, née en 1985, est une réalisatrice danoise.

## Biographie
Jeanette Nordahl est diplômée de l'école de cinéma alternatif Super16 en 2012 avec le film de fin d'études Waiting for Phil (da) qui a été nommé pour un Robert du meilleur court métrage en 2013.
Elle fut dans la production de Borgen à partir de 2011.

## Filmographie partielle

### Au cinéma
- 2004 : Rød mand stå (da), court métrage ;
- 2005 : Min mors kærlighed (da), court métrage, scénario et assistant réalisateur ;
- 2008 : Bastion (da), court métrage, scénariste ;
- 2009 : Træneren (da), court métrage, scénariste ;
- 2010 : Klovn - The Movie (da), scénariste et assistant réalisateur ;
- 2010 : Neel (da), court métrage, réalisation et manuscrit ;
- 2011 : Fjorten år og to nætter (da), court métrage, réalisation et scénario ;
- 2012 : Belinda Beautiful (da), film pour enfants, assistante réalisation ;
- 2012 : Waiting for Phil (da), court métrage, réalisation ;
- 2012 : My Baby The Butterfly (da), court métrage, réalisation et scénario ;
- 2013 : Les Enquêtes du département V : Miséricorde (Kvinden i buret), assistant réalisateur ;
- 2014 : Les Enquêtes du département V : Profanation (Fasandræberne), assistant réalisateur ;
- 2014 : Klumpfisken (da), assistant réalisation et scripts ;
- 2015 : Rosita (da), 2e assistante réalisation ;
- 2015 : Nylon (da), court métrage, réalisation ;
- 2018 : Un homme chanceux (Lykke-Per), 3e assistant réalisation ;
- 2020 : Wildland (Kød og blod), réalisation.

### À la télévision
- 2011 : Borgen, série télévisée, assistant instructeur ;
- 2016 : Les Initiés, série télévisée, épisode Bedrag, assistant instructeur.